# Eirin Maria Kvandal
Eirin Maria Kvandal (12 dicembre 2001) è una saltatrice con gli sci norvegese.

## Biografia
Attiva in gare FIS dal febbraio del 2018, la Kvandal in Coppa del Mondo ha esordito il 18 dicembre 2020 a Ramsau am Dachstein (33ª), ha conquistato il primo podio il 23 gennaio 2021 a Ljubno (2ª) e la prima vittoria il giorno successivo nella medesima località; ai Mondiali di Planica 2023, sua prima presenza iridata, ha vinto la medaglia di bronzo nella gara a squadre e si è classificata 21ª nel trampolino normale e a quelli di Trondheim 2025 ha vinto la medaglia d'oro nella gara a squadre e nella gara a squadre mista, quella di bronzo nel trampolino lungo e si è piazzata 4ª nel trampolino normale. Non ha preso parte a rassegne olimpiche.

## Palmarès

### Mondiali
- 4 medaglie:
  - 2 ori (gara a squadre, gara a squadre mista a Trondheim 2025)
  - 2 bronzi (gara a squadre a Planica 2023; trampolino lungo a Trondheim 2025)

### Mondiali juniores
- 1 medaglia:
  - 1 argento (gara a squadre mista a Oberwiesenthal 2020)

### Coppa del Mondo
- Miglior piazzamento in classifica generale: 7ª nel 2024
- 27 podi (22 individuali, 5 a squadre):
  - 7 vittorie (6 individuali, 1 a squadre)
  - 10 secondi posti (6 individuali, 4 a squadre)
  - 10 terzi posti (individuali)

#### Coppa del Mondo - vittorie
| Data             | Località          | Nazione  | Trampolino                                                                                    |
| ---------------- | ----------------- | -------- | --------------------------------------------------------------------------------------------- |
| 24 gennaio 2021  | Ljubno            | Slovenia | Logarska dolina HS94                                                                          |
| 10 marzo 2024    | Oslo Holmenkollen | Norvegia | Holmenkollen HS134                                                                            |
| 12 marzo 2024    | Trondheim         | Norvegia | Granåsen HS100                                                                                |
| 17 marzo 2024    | Vikersund         | Norvegia | Vikersundbakken HS240                                                                         |
| 19 gennaio 2025  | Sapporo           | Giappone | Ōkurayama HS134                                                                               |
| 31 gennaio 2025  | Willingen         | Germania | Mühlenkopf HS147 (con Thea Minyan Bjørseth, Kristoffer Eriksen Sundal e Johann André Forfang) |
| 1º febbraio 2025 | Willingen         | Germania | Mühlenkopf HS147                                                                              |